# Bildundtonfabrik

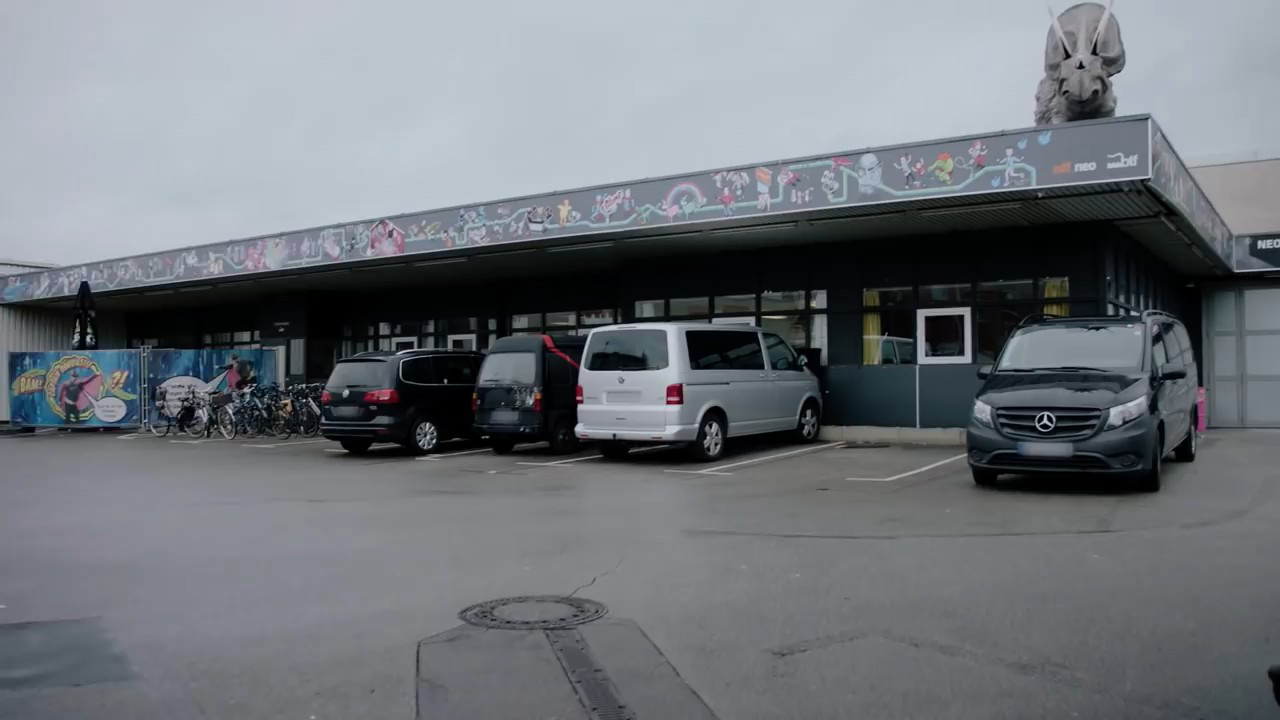
Bildundtonfabrik in Köln-Ehrenfeld

Die bildundtonfabrik (btf GmbH) ist ein 2012 gegründetes Produktionsunternehmen für TV, Film, Videogames und Onlinecontent mit Sitz in Köln-Ehrenfeld. Bekannt ist das Unternehmen vor allem durch die Produktion der ZDF-Sendungen Roche & Böhmermann, Schulz & Böhmermann und Neo Magazin Royale sowie der Netflix-Serie How to Sell Drugs Online (Fast). Das Unternehmen beschäftigt rund 150 Mitarbeiter, darunter viele ehemalige Studenten der Kunsthochschule für Medien Köln.
Neben dem Unternehmenssitz der btf GmbH und zugleich Produktionsstandort „Studio König“ in Köln-Ehrenfeld gibt es noch einen weiteren Standort in Berlin-Kreuzberg. Im Juli 2019 gründeten Philipp Käßbohrer und Matthias Murmann eine neue Tochtergesellschaft mit dem Namen btf Series GmbH.

## Geschichte
2011 entwickelte Philipp Käßbohrer mit Matthias Murmann einen Piloten für Roche & Böhmermann. Nach eigenen Angaben war es zunächst lediglich ein Projekt ähnlich einem Kurzfilm. Das ZDF bestellte anschließend eine Serie basierend auf dem Piloten. Käßbohrer gab an, sich zuvor nicht für Fernsehen interessiert zu haben, weder privat noch beruflich.
Mit Gesellschaftsvertrag vom 17. Januar 2012 gründeten Philipp Georg Käßbohrer und Matthias Joachim Murmann (geborener Schulz) mit je 50 Prozent der Gesellschaftsanteile ihre Medienproduktionsgesellschaft btf GmbH (bildundtonfabrik). Neben der Produktion des Neo Magazin Royale (sowie dessen Vorgänger) produziert das Unternehmen Einspielfilme für diverse Fernsehsendungen, Musikvideos für Get Well Soon sowie Werbefilme für 1 Live oder Nissan.
Die bildundtonfabrik produziert auch Videospiele, so 2015 das Adventure Game Royale – Jäger der verlorenen Glatze und das Adventure Trüberbrook.
Von 2014 bis 2019 wurde sechsmal in Folge mindestens eine btf-Produktion mit dem Grimme-Preis in der Kategorie Unterhaltung ausgezeichnet. 2017 wurde die bildundtonfabrik dreifach für den Grimme-Preis nominiert: in der Kategorie Unterhaltung – Spezial für „#Verafake“ sowie in der Kategorie Unterhaltung – Innovation für die „Einspielerschleife“ aus der Sendung vom 7. April 2016, jeweils im Rahmen des Neo Magazin Royale, außerdem für die Produktion der Sendung Die unwahrscheinlichen Ereignisse im Leben von …
Im Oktober 2018 kündigte der Streaming-Anbieter Netflix im Rahmen der Medientage München, vertreten durch seinen Vizepräsidenten für Originalserien in Europa, für das Jahr 2019 fünf neue deutschsprachige Projekte an. Von der bildundtonfabrik produziert wird die Serie How to Sell Drugs Online (Fast) (Arbeitstitel: Don’t try this at home) um einen Schüler, der gemeinsam mit Freunden ein Drogen-Geschäft aus dem Kinderzimmer aufzieht, um seine große Liebe zurückzugewinnen. Das Drehbuch stammt von Philipp Käßbohrer, Sebastian Colley und Stefan Titze. Im April 2019 hatte die Serie im Rahmen des Serienfestivals Canneseries in Cannes ihre Weltpremiere.
Im Herbst 2021 startet die bildundtonfabrik die neue Show MaiThink X mit Mai Thi Nguyen-Kim für ZDFneo. Im November folgte dann die Veröffentlichung der 2021 produzierten Comedyserie Start the fck up, welche in einer Kooperation mit der ZDF-Tochtergesellschaft Network Movie für ZDFneo produziert wurde.
2023 startet die Produktion von Neo Ragazzi, einer Talkshow mit den Hosts Sophie Passmann und Tommi Schmitt.

## Produktionen (Auswahl)

### Shows
| Jahr      | Titel                                            | Moderation                         | Auftraggeber |
| --------- | ------------------------------------------------ | ---------------------------------- | ------------ |
| 2012      | Roche & Böhmermann                               | Charlotte Roche und Jan Böhmermann | ZDFkultur    |
| 2013      | Kebekus!                                         | Carolin Kebekus                    | Einsfestival |
| 2013–2019 | Neo Magazin/Neo Magazin Royale                   | Jan Böhmermann                     | ZDFneo       |
| 2014–2016 | Die unwahrscheinlichen Ereignisse im Leben von … | wechselnder Gastgeber              | WDR          |
| 2016–2017 | Schulz & Böhmermann                              | Olli Schulz und Jan Böhmermann     | ZDFneo       |
| 2017–2018 | Die Götz Alsmann Show                            | Götz Alsmann                       | WDR          |
| seit 2018 | Lass dich überwachen! Die PRISM IS A DANCER Show | Jan Böhmermann                     | ZDF          |
| 2019      | Der 3satLänder-Roast                             | Janin Ullmann                      | 3sat         |
| seit 2020 | Die Carolin Kebekus Show                         | Carolin Kebekus                    | Das Erste    |
| 2020      | Hazel Brugger: Tropical                          | Hazel Brugger                      | Netflix      |
| seit 2021 | MaiThink X – Die Show                            | Mai Thi Nguyen-Kim                 | ZDFneo       |
| 2021      | Carolin Kebekus: The Last Christmas Special      | Carolin Kebekus                    | Netflix      |
| seit 2023 | Neo Ragazzi                                      | Sophie Passmann, Tommi Schmitt     | ZDFneo       |

### Serien
| Jahr      | Titel                                  | Staffeln | Genre                 | Auftraggeber       |
| --------- | -------------------------------------- | -------- | --------------------- | ------------------ |
| 2016–2017 | Gute Arbeit Originals                  | 1        | Sketch-Comedy         | funk               |
| seit 2017 | Kroymann                               | 6+       | Comedy, Sketch-Comedy | Radio Bremen       |
| 2019–2025 | How to Sell Drugs Online (Fast)        | 4        | Drama, Comedy         | Netflix            |
| 2020      | Drinnen – Im Internet sind alle gleich | 1        | Comedy                | ZDFneo             |
| 2020      | How to Tatort                          | 1        | Mockumentary          | Radio Bremen       |
| 2021      | Start the fck up                       | 1        | Comedy                | ZDFneo             |
| 2022      | King of Stonks                         | 1        | Drama, Comedy         | Netflix            |
| 2023      | Freiheit ist das einzigste, was zählt  | 1        | Satire                | ZDFneo             |
| 2024      | Pauline                                | 1        | Drama, Comedy         | Disney+            |
| 2024      | Perfekt Verpasst                       | 1        | Drama, Comedy         | Amazon Prime Video |
| 2024      | FC Hollywood                           | 1        | Doku-Mini-Serie       | ZDF/sportstudio    |

### Spielfilme
| Jahr | Titel                  | Genre         | Auftraggeber |
| ---- | ---------------------- | ------------- | ------------ |
| 2022 | Buba                   | Drama, Comedy | Netflix      |
| 2022 | Kurzschluss            | Drama, Comedy | WDR          |
| 2023 | Der zweite Kurzschluss | Drama, Comedy | WDR          |
| 2024 | Kurzschluss hoch drei  | Drama, Comedy | WDR          |

### Dokumentationen
| Jahr      | Titel                                                   | Auftraggeber |
| --------- | ------------------------------------------------------- | ------------ |
| 2013      | Heimwärts mit ...                                       | ZDFneo       |
| 2013–2014 | Mr. Dicks                                               | Einsfestival |
| 2017–2020 | Docupy                                                  | WDR          |
| 2020      | Chasing iNext                                           | BMW          |
| 2021      | Shiny Flakes: The Teenage Drug Lord                     | Netflix      |
| 2022      | Geheimsache Katar                                       | ZDF          |
| 2023      | Big Mäck: Gangster und Gold                             | Netflix      |
| 2023      | Terra X: Faszination Deutschland – Der Weg des Wassers  | ZDF          |
| 2023      | Terra X: Faszination Deutschland – Die Spur des Feuers  | ZDF          |
| 2023      | Cyberbunker: Darknet in Deutschland                     | Netflix      |
| 2023      | Die geheime Welt der Superreichen – Das Milliardenspiel | ZDF          |
| 2025      | FC Hollywood                                            | ZDF          |

### Videospiele
| Jahr | Titel                                       | Genre        | Konsolen                                                                | Anmerkung                                                                            |
| ---- | ------------------------------------------- | ------------ | ----------------------------------------------------------------------- | ------------------------------------------------------------------------------------ |
| 2015 | Game Royale – Jäger der verlorenen Glatze   | Adventure    | iOS, Android, Windows, macOS                                            | Veröffentlicht im Rahmen der Neo Magazin Royale Sendung.                             |
| 2016 | Game Royale 2 – The Secret of Jannis Island | Adventure    | iOS, Android, Windows, macOS                                            | Veröffentlicht im Rahmen der Neo Magazin Royale Sendung.                             |
| 2019 | Game Royale 3 – Jump & Jan                  | Jump ’n’ Run | iOS, Android, Windows, macOS                                            | Veröffentlicht im Rahmen der Neo Magazin Royale Sendung.                             |
| 2019 | Trüberbrook                                 | Adventure    | Windows, macOS, Linux, PS4, Xbox One, Nintendo Switch, Xbox Series X\|S | Gefördert durch das Medienboard Berlin-Brandenburg und Kickstarter.                  |
| 2020 | Leons Identität                             | Adventure    | Windows, macOS, Linux                                                   | Veröffentlicht durch das Ministerium des Innern des Landes Nordrhein-Westfalen.      |
| 2021 | Dino Dino                                   | Lernspiel    | iOS, Android                                                            | Gefördert durch das Medienboard Berlin-Brandenburg und Film- und Medienstiftung NRW. |

## Auszeichnungen
- 2012: Deutscher Fernsehpreis Förderpreis für Philipp Käßbohrer und Matthias Murmann (Roche & Böhmermann)
- 2012: Quotenmeter Fernsehpreis für Beste Titelmusik, Bestes Main-Title/On-Air-Design und Beste Moderatorin (Roche & Böhmermann)[26]
- 2013: Quotenmeter Fernsehpreis für Bestes Main-Title/On-Air-Design (Roche & Böhmermann)[27]
- 2014: Grimme-Preis für Philipp Käßbohrer, Matthias Murmann und Jan Böhmermann (Neo Magazin)
- 2014: Quotenmeter Fernsehpreis für Beste Titelmusik (Neo Magazin)[28]
- 2015: Grimme-Preis für Thilo Jahn, Philipp Käßbohrer, Matthias Murmann und Jochen Rausch (Mr. Dicks)
- 2015: Quotenmeter-Fernsehpreis für Beste Show mit einer Laufzeit von maximal einer Stunde, Beste Titelmusik, (Neo Magazin Royale)[29]
- 2016: Deutscher Fernsehpreis für Beste Unterhaltung Late Night (Neo Magazin Royale)
- 2016: Grimme-Preis für #Varoufake (Neo Magazin Royale)
- 2016: Quotenmeter-Fernsehpreis für Beste Show mit einer Laufzeit von maximal einer Stunde, Bester Moderator (Neo Magazin Royale)[30]
- 2016: KuH des Jahres für #Verafake (Neo Magazin Royale)[31]
- 2017: Deutscher Fernsehpreis für Beste Unterhaltung Late Night (Neo Magazin Royale)
- 2017: Grimme-Preis für #Verafake (Neo Magazin Royale)
- 2017: Preis der Deutschen Akademie für Fernsehen für Olli Schulz und Jan Böhmermann (Schulz & Böhmermann)[32]
- 2017: Deutscher Kamerapreis für den Schnitt von Neo Magazin Royale – Talk mit Anne Will für David Wieching (Neo Magazin Royale)[33]
- 2017: Juliane-Bartel-Preis für Kroymann[34]
- 2017: Quotenmeter-Fernsehpreis für Beste Show mit einer Laufzeit von maximal einer Stunde, Bester Moderator, Beste Titelmusik (Neo Magazin Royale)[35]
- 2018: Grimme-Preis für Eier aus Stahl – Max Giesinger und die deutsche Industriemusik (Neo Magazin Royale)[36]
- 2018: Grimme-Preis für Maren Kroymann und Sebastian Colley (Kroymann)
- 2018: Otto-Brenner-Preis für Docupy[37]
- 2018: Preis der Deutschen Akademie für Fernsehen für Maren Kroymann, Philipp Käßbohrer und Matthias Murmann (Kroymann)[38]
- 2018: Quotenmeter-Fernsehpreis für Beste Comedy (Neo Magazin Royale – Letzte Stunde vor den Ferien)[39]
- 2018: KuH des Jahres für Lass dich überwachen! – Die Prism Is A Dancer-Show (Neo Magazin Royale)[40]
- 2019: Grimme-Preis: Teampreis für Die Story: Ungleichland – Reichtum, Chancen, Macht (Docupy)
- 2019: Grimme-Preis: Unterhaltung (Kroymann)
- 2019: Grimme-Preis: Unterhaltung (Lass dich überwachen! – Die Prism Is A Dancer-Show)
- 2019: Deutscher Comedypreis: Beste Innovation (Lass dich überwachen! – Die Prism Is A Dancer-Show)
- 2019: Deutscher Fernsehpreis: Beste Comedy (Kroymann)
- 2019: Deutscher Computerspielpreis für Bestes Deutsches Spiel, Beste Inszenierung (trüberbrook)
- 2019: Romy: Beste Programmidee für Philipp Käßbohrer und Jan Böhmermann (Lass dich überwachen! – Die Prism Is A Dancer-Show)
- 2019: Quotenmeter Fernsehpreis für Beste Serie, Beste Titelmusik und Bestes Main-Title/On-Air-Design (How To Sell Drugs Online (Fast))[41]
- 2019: Quotenmeter-Fernsehpreis für Beste Show mit einer Laufzeit von maximal einer Stunde, Bester Moderator (Neo Magazin Royale)[42]
- 2020: Grimme-Preis Kinder & Jugend (How To Sell Drugs Online (Fast))
- 2020: Deutscher Fernsehpreis: Beste Comedyserie (How To Sell Drugs Online (Fast))
- 2020: Deutscher Fernsehpreis: Beste Comedy (Kroymann)
- 2020: Quotenmeter-Fernsehpreis für Beste Show mit einer Laufzeit von maximal einer Stunde (Neo Magazin Royale)[43]
- 2021: ADC Award Gold Motion Design & Live Action Film (BMW NextGen/Chasing iNext)[44]
- 2021: ADC Award Silber Online Film (Chasing iNext)[44]
- 2021: ADC Award Bronze Digital Craft & Digital Service (BMW NextGen)[44]
- 2021: Grimme-Preis Fiktion (Drinnen – Im Internet sind alle gleich)[45]
- 2021: Grimme-Preis Unterhaltung (Die Carolin Kebekus Show)[46]
- 2021: Preis der Deutschen Akademie für Fernsehen für Die Carolin Kebekus Show[47]
- 2022: Bernd Burgemeister Fernsehpreis für King of Stonks[48]